# Каурин
Каурин (тур. gâvur, турски изговор: ; од персијске ријечи گور gâvor која је архаични облик савремене ријечи گبر gaur, а која поријекло води од арамејске ријечи 𐡂𐡁𐡓𐡀 gaḇrā што значи „човјек, особа”; рум. ghiaur; грч. γκιαούρης, буг. гяур) ријеч је која кроз историју кориштена у Османском царству за немуслимане или тачније за хришћане са Балкана, а значи „невјерник”.
Изрази кафир, каурин и рум били су уобичајени у дефтерима (пореским пописима) за православне хришћане, обично без разликовања етноса. Међу хришћанске етничке групе на Балкану у Османском царству убрајали су се, између осталог, Грци (rum), Бугари (bulgar), Срби (sırp), Албанци (arnavut) и Власи (eflak).